# Club Deportivo Salleko Lagunak
El Club Deportivo Salleko Lagunak es un club desaparecido de fútbol de España, del municipio de Llodio (Álava). Fue fundado en 1982 y tras 20 años de existencia fue uno de los dos clubes que se unieron para formar el actual C.D. Laudio.

## Historia
El club fue fundado en 1982 bajo el nombre de Agrupación Deportiva La Salle y estaba ligado al colegio de La Salle de Llodio. Su fundación coincidió con un periodo de malos resultados en el tradicional equipo de fútbol de Llodio, la Sociedad Deportiva Llodio, lo que contribuyó a que el nuevo club acabara disputando en poco más de una década la supremacía del fútbol llodiano a la S.D. Llodio. El nombre de Salleko Lagunak, con el que sería conocido en sus últimos años de existencia, quiere decir amigos de La Salle en lengua vasca.
En el año 2001, el Salleko Lagunak logró el más importante hito de su historia al proclamarse ganador de la liga Regional Preferente de Álava y ascender a la Tercera división española, debutando en categoría nacional la temporada 2001-02. Al iniciarse la temporada se llegó a un principio de acuerdo con la S.D. Llodio para jugar con los colores rojiblancos e incluir el nombre de Llodio al del club y que posteriormente se plasmó a final de esa campaña con el acuerdo de unión de ambos clubes. Su paso por esta categoría fue efímero, ya que acabó 18º(de 20) y descendió de nuevo a Regional Preferente.
Para aquel entonces las gestiones para unificar a los dos clubes de Llodio en un único club más potente estaban avanzadas, de tal forma que en la temporada 2002-03 dejó su plaza en Regional Preferente al recién creado Club Deportivo Llodio-Salleko.

## Uniforme
- Uniforme titular: Camiseta amarilla, pantalón negro y medias negras.

Los colores del Salleko Lagunak son utilizados actualmente como segunda equipación por el C.D. Laudio.

## Estadio
El Estadio Ellakuri fue fundado en 1978. Tiene capacidad para 3.000 personas y unas dimensiones de 100 metros de largo por 63 de ancho. Fue anteriormente el campo de la S.D. Llodio, con el que lo compartió en sus últimas temporadas. Actualmente juega ahí el C.D. Laudio. También disputó sus partidos en Tercera División en el abandonado campo de San Juan Bautista.

## Datos del club
- Temporadas en 1.ª: 0
- Temporadas en 2.ª: 0
- Temporadas en 2ªB: 0
- Temporadas en 3.ª: 1
- Mejor puesto en la liga: 18º (Tercera división, Grupo IV, temporada 01-02)